# Resolutie 1510 Veiligheidsraad Verenigde Naties
Resolutie 1510 van de Veiligheidsraad van de Verenigde Naties werd op 13 oktober 2003 unaniem aangenomen door de VN-Veiligheidsraad, en breidde het operatiegebied en de looptijd van de veiligheidsbijstandsmacht in Afghanistan uit.

## Achtergrond
In 1979 werd Afghanistan bezet door de Sovjet-Unie, die vervolgens werd bestreden door Afghaanse krijgsheren. Toen de Sovjets zich in 1988 terugtrokken raakten ze echter slaags met elkaar. In het begin van de jaren 1990 kwamen ook de Taliban op. In september 1996 namen die de hoofdstad Kabul in. Tegen het einde van het decennium hadden ze het grootste deel van het land onder controle en riepen ze een streng islamitische staat uit.
In 2001 verklaarden de Verenigde Staten met bondgenoten hun de oorlog en moesten ze zich terugtrekken, waarna een interim-regering werd opgericht.

## Inhoud

### Waarnemingen
In de Afghaanse hoofdstad Kabul was al sedert enige tijd de veiligheidsbijstandsmissie UNAMA actief. Die zou progressief worden uitgebreid naar nog andere stedelijke centra. Afghanistan en de NAVO vroegen nu om deze uitbreiding.
Het was van belang dat het gezag van de overheid in heel Afghanistan gelde en dat gewapende fracties werden ontwapend. Ook moest de veiligheidshandhaving worden hervormd met onder meer een nieuwe nationale leger- en politiemacht.

### Handelingen
De Veiligheidsraad autoriseerde de uitbreiding van de veiligheidsbijstandsmacht tot andere gebieden dan Kabul. De macht werd gevraagd te blijven samenwerken met de Afghaanse overgangsautoriteit en de coalitie van operatie Enduring Freedom. Voorts werd de autorisatie van de macht nog eens met twaalf maanden verlengd.

## Verwante resoluties
- Resolutie 1453 Veiligheidsraad Verenigde Naties (2002)
- Resolutie 1471 Veiligheidsraad Verenigde Naties
- Resolutie 1536 Veiligheidsraad Verenigde Naties (2004)
- Resolutie 1563 Veiligheidsraad Verenigde Naties (2004)

Lijst ·  1455 ·  1456 ·  1457 ·  1458 ·  1459 ·  1460 ·  1461 ·  1462 ·  1463 ·  1464 ·  1465 ·  1466 ·  1467 ·  1468 ·  1469 ·  1470 ·  1471 ·  1472 ·  1473 ·  1474 ·  1475 ·  1476 ·  1477 ·  1478 ·  1479 ·  1480 ·  1481 ·  1482 ·  1483 ·  1484 ·  1485 ·  1486 ·  1487 ·  1488 ·  1489 ·  1490 ·  1491 ·  1492 ·  1493 ·  1494 ·  1495 ·  1496 ·  1497 ·  1498 ·  1499 ·  1500 ·  1501 ·  1502 ·  1503 ·  1504 ·  1505 ·  1506 ·  1507 ·  1508 ·  1509 ·  1510 ·  1511 ·  1512 ·  1513 ·  1514 ·  1515 ·  1516 ·  1517 ·  1518 ·  1519 ·  1520 ·  1521